# حزب کمونیست کارگری چپ عراق
حزب کمونیست کارگری چپ عراق (به عربی: الحزب الشيوعي العمالي اليساري العراقي) حزبی سیاسی در این کشور است. لیدر و دبیر کنونی کمیته مرکزی این حزب عصام شکری است.
این حزب در مناطق مختلفی در عراق (و به خصوص در کردستان عراق) و همچنین در کشورهای خارجی فعالیت می‌کند.

## تاریخچه

### تأسیس
حزب کمونیست کارگری چپ عراق در سال ۲۰۰۴ و به عنوان انشعابی از حزب کمونیست کارگری عراق تأسیس شد.
تشکیل این حزب به دلیل انشعابی بود که چند ماه پیش تر در حزب کمونیست کارگری ایران روی داده بود. رهبر وقت حزب کمونیست کارگری عراق از حزب انشعابی حزب کمونیست کارگری ایران-حکمتیست، طرفداری کرد و اعلام کرد که در کنگره پنجم حزب کمونیست کارگری ایران شرکت نخواهد کرد.
در پی این قضیه، بعضی اعضای حزب کمونیست کارگری عراق با رهبری وقت این حزب مخالفت ورزیدند و در کنگره پنجم حککا شرکت کردند. در همین کنگره عصام شکری، از کمیته مرکزی حککع، تشکیل «فراکسیون چپ» را درون حزب کمونیست کارگری عراق اعلام کرد. رهبری وقت حزب کمونیست کارگری عراق، این فراکسیون را به رسمیت نشناخت و اعضای آن را اخراج کرد و نتیجتاً پس از مدت کوتاهی، «فراکسیون چپ» از حککع جدا شد و حزب کمونیست کارگری چپ عراق تأسیس شد.
از اعضای تشکیل دهنده حککچع تنها یک نفر از کمیته مرکزی حککع (عصام شکری) حاضر بود. عصام شکری البته هماهنگ کنندهٔ سازمان دفاع از سکولاریسم در جامعهٔ عراق (اودسیس) و سردبیر نشریه «سیکیولر» نیز بود و از این رو شخصیت مطرحی به‌شمار می‌رفت.
دیگر مؤسسان مطرح حککچع اکثراً از کمیتهٔ کانادای حککع بودند.
خبات مجید، سمیر نوری، محمد حسن، خیال ابراهیم، مریم جمیل و صباح ابراهیم، همگی از کمیتهٔ کانادای حککع و مؤسسان حککچع بودند.
در ضمن سمیر نوری، دبیر تشکیلات کانادا، صباح ابراهیم، مسئول سایت انگلیسی و عربی حککع و سایت سازمان آزادی زن در عراق و مدیر هنری نشریات ححکع و نشریه «سیکیولر»، و خیال ابراهیم مسئول سازمان آزادی زن در کانادا نیز بودند.

### دستگیری و قتل اعضا
در ۱۰ دسامبر ۲۰۰۵ باند مسلحی در عراق به دفتر حزب در بغداد حمله کرد و دو تن از فعالان این حزب «اکرم فلاح خطاب» و «بسیم خامس» را ربودند.
قبلاً نیز میثم نجات از اعضای این حزب در عراق به قتل رسیده بود.
این حزب (به همراه حزب کمونیست کارگری ایران) آغاز به کمپینی علیه این آدم‌ربایی کرد و آن را کار «نیروهای اسلام سیاسی» اعلام کرد.
اخبار این ربایش و قتل تنها توسط رسانه‌های خود این حزب و حزب کمونیست کارگری ایران اعلام شده‌اند.

### اولین کنگره
در آوریل ۲۰۰۶ اولین کنگرهٔ حزب کمونیست کارگری چپ عراق در بغداد برگزار شد. در این کنگره برای نخستین بار کمیته مرکزی و دفتر سیاسی حزب انتخاب شدند و قطعنامه‌ها و قرارهای متعددی به تصویب رسیدند. کمیته مرکزی و دفتر سیاسی کنونی این حزب به همان صورت منتخب این کنگره‌است.

## اعضای کنونی رهبری
- رهبر و دبیر کنونی کمیته مرکزی حزب کمونیست کارگری چپ عراق، عصام شکری است.
- کمیته مرکزی کنونی، منتخب کنگره اول: سمیر نوری، خبات مجید، فاتح بهرامی، آزد حمه کریم، خیال ابراهیم، عصام شکری، سردار عبدالله حمه، مریم جمیل، عبدالزهرا موسی، جلیل شهباز، عبدالحکیم حسن فینجان، صباح ابراهیم، جاسم محمد، عباس عبدالرحمان، ربن فاروق و محمد آسنگران
- مشاوران کمیته مرکزی، منتخب پلنوم اول: کروان مجید، سرگل احمد، علی هادی، کاوه عمر
- دفتر سیاسی حزب، منتخب پلنوم اول کمیته مرکزی: سمیر نوری، خبات مجید، فاتح بهرامی، آزاد حمه کریم، سردار عبدالله حمه، صباح ابراهیم و عصام شکری. (اکثریت دفتر سیاسی این حزب در کانادا مستقر هستند)